# Рјанико (Козенца)
Рјанико је насеље у Италији у округу Козенца, региону Калабрија.
Према процени из 2011. у насељу је живело 68 становника. Насеље се налази на надморској висини од 484 м.